# سطح مقطع (زمین‌شناسی)

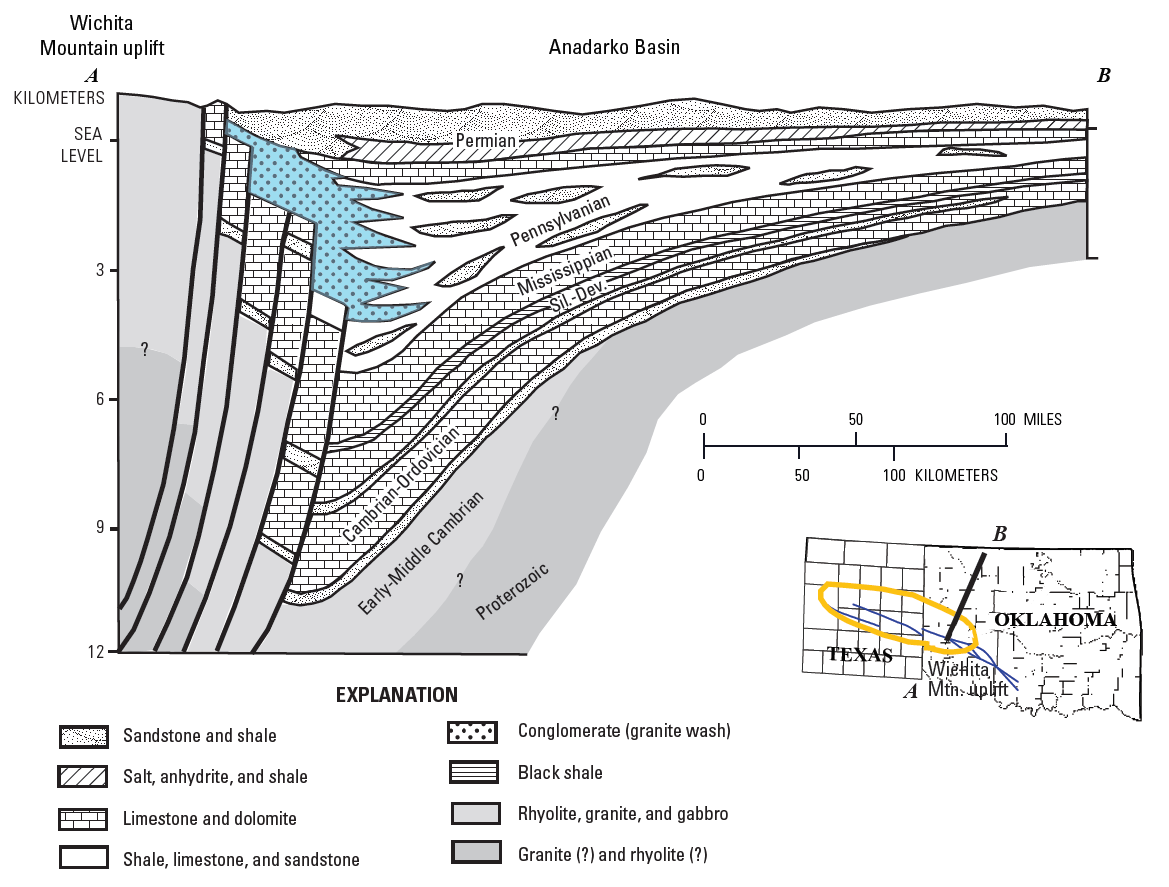
یک سطح مقطع از حوضه آنادارکو. حروف A و B در بالا با خط دارای برچسب A--B در نقشه کوچک‌تر مطابقت دارد. در این مثال، مقیاس عمودی در مقایسه با مقیاس افقی دارای اغراق است.

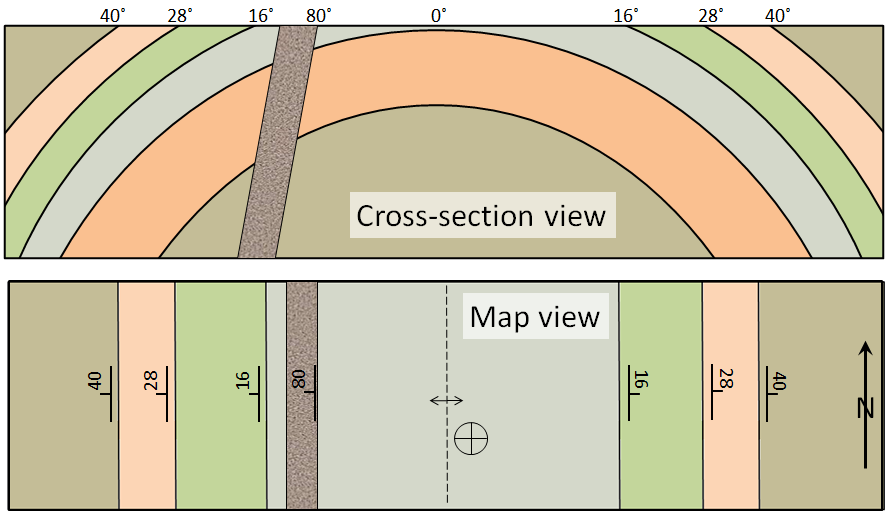
نمونه ای از سطح مقطع یک تاقدیس به همراه یک آذرین‌تیغه که آن را بریده است و همراه با نقشه توصیف سطحی آن که اطلاعات امتداد و شیب را نشان می‌دهد.

در زمین‌شناسی، سطح مقطع یا مقطع عرضی(انگلیسی: Cross section) که برش عرضی نیز نامیده می‌شود، نموداری است که نمایانگر آن دسته از پدیده‌های زمین‌شناسی است که یک صفحه عمودی را قطع می‌کنند. سطح مقطع در نشان‌دادن ویژگی‌های ساختاری و چینه‌شناسی یک منطقه استفاده می‌شود که در زیر زمین پنهان شده‌اند. ویژگی‌های توصیف‌شده در یک سطح مقطع می‌تواند شامل واحدهای سنگی، گسل‌ها، توپوگرافی و… باشد. برش‌های عرضی اغلب در نقشه‌های زمین‌شناسی وجود دارند و تکمیل‌کننده نمای بالای سر با نمای جانبی هستند که می‌تواند به تجسم ساختار سه‌بعدی منطقه کمک کرده و روابط بین پدیده‌های زمین‌شناختی را روشن کنند.
سطح مقطع به صورت یک نقشه عمودی ترسیم می‌شود، گویی زمین در امتداد یک خط مشخص باز شده و نمایان شده است. خطوط، رنگ‌ها، الگوها و نمادهای مختلفی برای نمایش بخش‌ها و ویژگی‌های سنگی مختلف استفاده می‌شود. از آنجا که طول منطقه مورد مطالعه اغلب بسیار بیشتر از عمق آن است، در مقیاس عمودی نمودار می‌توان اغراق کرد تا بر عمق یا ارتفاع ویژگی‌ها تأکید شود و آنها را بیشتر نمایان کند. صفحه‌ای که یک سطح مقطع نشان می‌دهد معمولاً به عنوان یک خط در نقشه منطقه مورد مطالعه برچسب‌گذاری می‌شود.
مقطع‌های عرضی با تفسیر و برون‌یابی طیف گسترده‌ای از اطلاعات در مورد ویژگی‌های زمین‌شناسی یک منطقه تهیه می‌شوند. این اطلاعات می‌تواند شامل داده‌هایی از سطح، زیرسطح و نقشه‌های زمین‌شناسی موجود باشد. داده‌های تحلیل‌شده می‌تواند شامل نمونه‌های سنگ، امتداد و شیب ساختارهای زمین‌شناسی، داده‌های چاه پیمایی، روابط بین ساختارها، بررسی‌های لرزه‌ای و مواردی از این دست باشد. از آنجا که بسیاری از اطلاعات برون‌یابی شده را نمی‌توان مستقیماً مشاهده کرد، به‌صورت ذاتی مقداری عدم اطمینان در مورد صحت محصول نهایی وجود دارد.